# المعهد الوطني للقلب والرئة والدم
المعهد الوطني للقلب والرئة والدم (بالإنجليزية: National Heart, Lung, and Blood Institute)‏ ومختصره NHLBI يعتبر ثالث أكبر مؤسسة من المؤسسات الوطنية للصحة، مقرها في بيثيسدا Bethesda، ميرلاند Maryland، الولايات المتحدة الأمريكية United States. يخصص لهذه المؤسسة مبلغ يقدر بـ 3.0 مليار دولار من الإيرادات الضريبية سنويا (وفقا لتقديرات السنة المالية 2015) وذلك من أجل تعزيز فهم القضايا التالية:

تطور وتقدم المرض، تشخيص المرض، معالجة المرض، الوقاية من المرض، الحد من التفاوتات في الرعاية الصحية بين السكان الأمريكيين، وتعزيز فعالية النظام الطبي في الولايات المتحدة. إن مدير المعهد الوطني للقلب والرئة والدم NHLBI هو السيد غاري غيبسون Gary H. Gibbons منذ عام 2012 حتى الوقت الحاضر). 

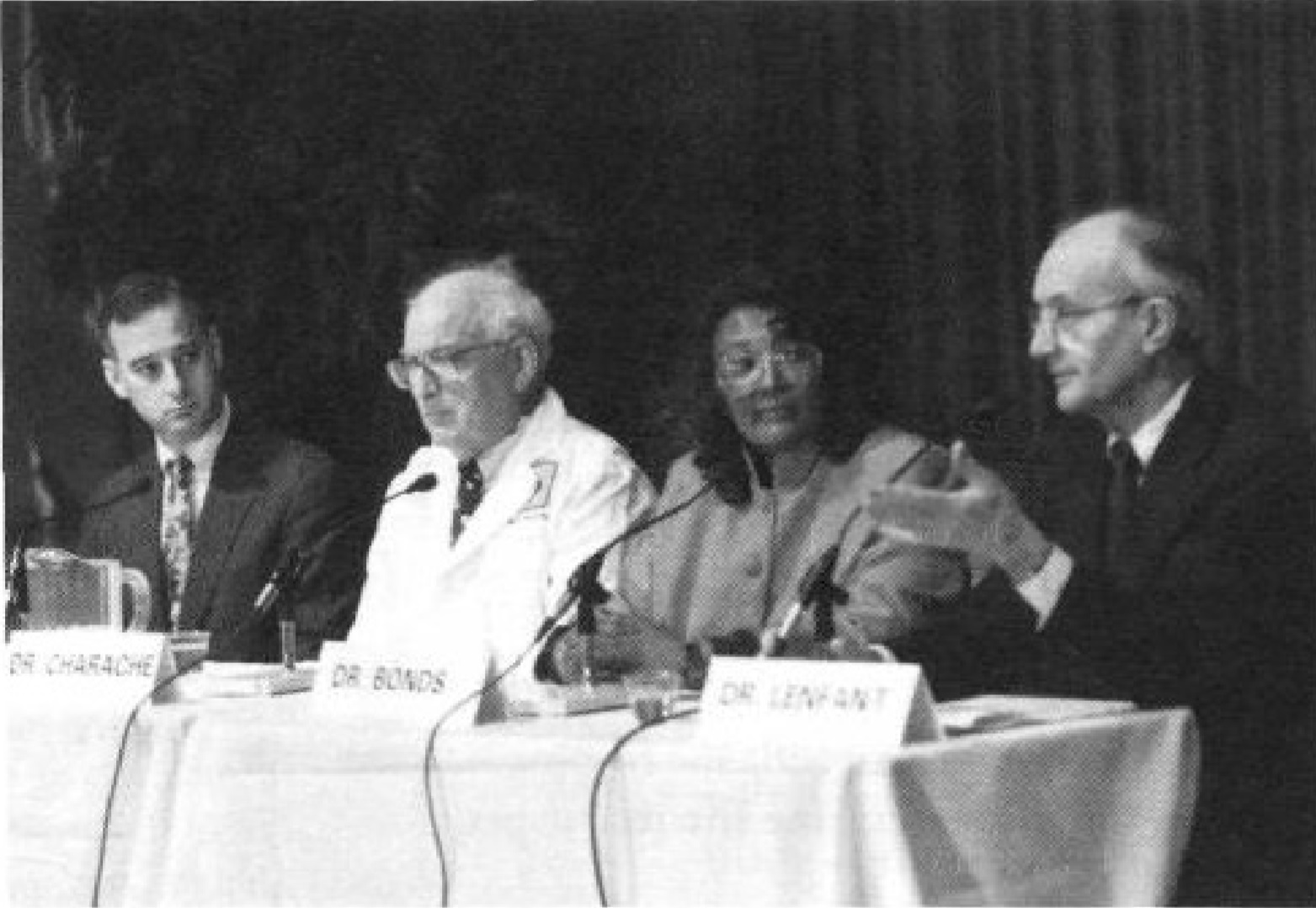
اعلانات المؤسسة الوطنية للقلب والرئة والدم NHLBI لمعالجة مرض فقر الدم المنجلي.

## التشغيل

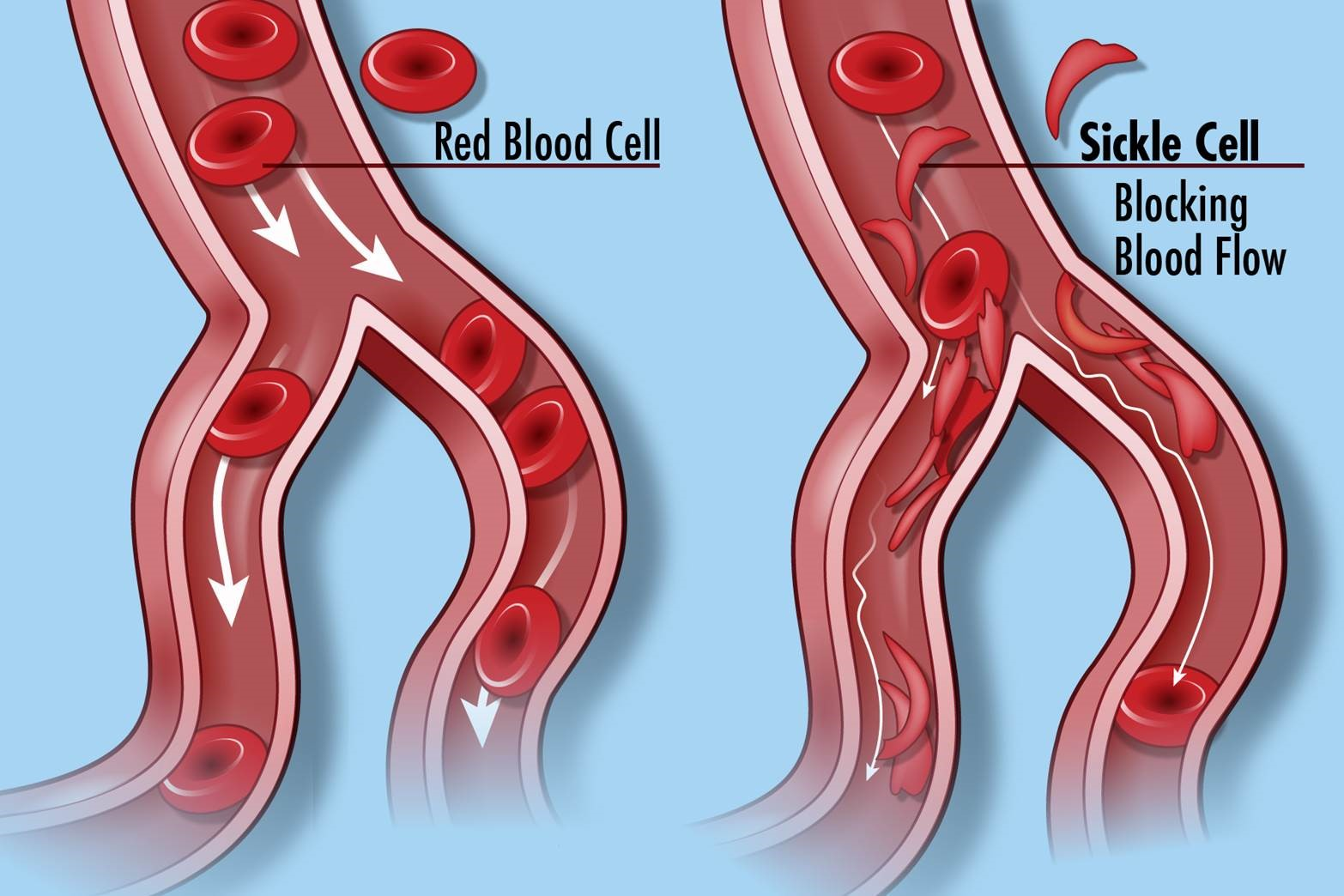
كريات الدم الحمراء المنجلية

في عام 1948، أسس قانون القلب الوطني مؤسسة القلب الوطنية والمجلس الوطني الاستشاري للقلب. بعد عام من ذلك أي في عام 1949 تم إنشاء برنامج الأبحاث داخل الجسم. في عام 1969، مؤسسة القلب الوطنية تم إعادة تسمية مؤسسة القلب الوطنية لتصبح المؤسسة الوطنية للقلب والرئة، وتم توسيع نطاق المؤسسة. في عام 1976، تم إعطاؤها إسمها الحالي، المؤسسة الوطنية للقلب والرئة والدم. لقد تم تخصيصها كوكالة مسؤولة عن أبحاث الدم وفقا لقانون القلب والرئة والأوعية الدموية الصادر عام 1972، بعد أن تم وضع البرنامج الوطني لمرض فقر الدم المنجلي Sickle Cell Disease الذي تم إنشاؤه تحت رعايته.
إن هذه المؤسسة تخطط، تنفذ، تعزز وتدعم برنامجًا متكاملًا ومنسقًا للبحث، التقصي، التجارب السريرية، الدراسات القائمة على الملاحظة والمشاريع الإيضاحية والتعليمية الأساسية. إن البحث في هذه المؤسسة يتعلق بالأسباب والوقاية والتشخيص والمعالجة لامراض القلب، الأوعية الدموية، الرئة والدم، واضطرابات النوم. تخطط المؤسسة الوطنية للقلب والرئة والدم NHLBI وتوجه الأبحاث الخاصة بتطوير وتقييم التداخلات والاجهزة المتعلقة بالوقاية والمعالجة وإعادة التأهيل للمرضى الذين يعانون من مثل هذه الأمراض والاضطرابات. كما أنها تدعم الأبحاث حول الاستخدام السريري للدم وجميع جوانب إدارة موارد الدم.إن الأبحاث المقامة من قبل المؤسسات العلمية والأفراد العلميين يتم دعمها من عقود وضمانات البحث المقدمة من قبل البرنامج خارج الجسم الخاص بالمؤسسة الوطنية للقلب والرئة والدم NHLBI Extramural Program، في حين أن قسم البحث داخل الجسم الخاص بالمؤسسة الوطنية للقلب والرئة والدم يجري أبحاثا على أحدث طراز في مجمع بيثيسدا للمؤسسة الوطنية للصحة NIH Bethesda campus في مختبراتها الخاصة.
تقوم المؤسسة الوطنية للقلب والرئة والدم NHLBI بتنفيذ فعاليات تثقيفية لكل من المحترفين وعموم الناس، تتضمن هذه الفعاليات تطوير ونشر المواد في المواضيع المذكورة أعلاه، مع التأكيد على موضوع الوقاية.
تدعم المؤسسة الوطنية للقلب والرئة والدم NHLBI التدريب البحثي والتطوير الوظيفي للباحثين الجدد والراسخين في العلوم الأساسية والتخصصات السريرية لتمكينهم من إجراء البحوث الأساسية والسريرية المتعلقة بأمراض القلب والأوعية الدموية والرئة والدم واضطرابات النوم sleep disorders وموارد الدم من خلال الجوائز الفردية وجوائز التدريب البحثي المؤسساتي وجوائز التطوير الوظيفي.
تقوم المؤسسة الوطنية للقلب والرئة والدم NHLBI بتنسيق الأنشطة ذات الصلة في المجالات المذكورة أعلاه، بما في ذلك الأسباب ذات الصلة بالسكتة الدماغية، مع مؤسسات البحوث الأخرى وبرامج الصحة الفيدرالية. تقوم المؤسسة الوطنية للقلب والرئة والدم NHLBI بالمحافظة على العلاقات مع المؤسسات والجمعيات المهنية، ومع المسؤولين الدوليين والوطنيين والمسؤولين في الولاية والمسؤولين المحليين وكذلك الوكالات والمنظمات التطوعية العاملة في المجالات المذكورة أعلاه.
يقوم قسم البحث داخل الجسم Division of Intramural Research DIR  في المؤسسة الوطنية للقلب والرئة والدم NHLBI بيثيسدا Bethesda بإجراء البحوث والتدريب على تنوع واسع من المواضيع المتعلقة بشكل واسع بمهمة المؤسسة، في كلا من البحوث السريرية والبحوث العلمية الأساسية. هناك 60 باحثًا، يدير كل منهم برنامج بحث خاص به. يتم دعم هؤلاء الباحثين بواسطة مجموعة الخدمات الأساسية التي تضع في الخدمة أحدث التقنيات المتاحة لجميع الباحثين في المؤسسة الوطنية للقلب والرئة والدم NHLBI. إن السيد مارشال نيرنبرغ Marshall Nirenberg، الحائز على جائزة نوبل Nobel لدوره في اكتشاف الشفرة الجينية genetic code، قد أصبح رئيسًا لقسم علم الوراثة الكيميائي الحيوي Biochemical Genetics في عام 1962.
يحتوي قسم البحث داخل الجسم DIR في المؤسسة الوطنية للقلب والرئة والدم NHLBI أيضًا على مكون تدريب كبير، مع فرص للطلاب الجامعيين والخريجين وطلاب الطب بالإضافة إلى تدريب ما بعد الدكتوراه.
ترعى المؤسسة الوطنية للقلب والرئة والدم NHLBI اليوم الوطني لارتداء الأحمر National Wear Red Day وحملة حقيقة القلب Heart Truth campaign، وهي حملة توعية وطنية من أجل النساء حول أمراض القلب.

## التنظيم
يتم تنظيم قسم البحث في المؤسسة الوطنية للقلب والرئة والدم NHLBI ليشمل الأقسام التالية:
- مركز الكيمياء الحيوية والفيزياء الحيوية Biochemistry and Biophysics Center.
- فرع القلب والأوعية الدموية والرئة Cardiovascular and Pulmonary Branch.
- فرع وبائيات القلب والأوعية الدموية Cardiovascular Epidemiology وعلم المورثات البشرية Human Genomics Branch (وهو فرع من العلم الحيوي الجزيئي molecular biology المهتم بدراسة بنية المورثات genomes، وظيفة المورثات، تطور المورثات ورسم خريطة المورثات.
- مركز علم الخلية الحيوي والتطور الحيوي Cell & Developmental Biology Center.
- مركز الطب الجزيئي Center for Molecular Medicine.
- فرع أمراض الدم Hematology Branch.
- مركز المناعة Immunology Center.
- فرع علوم السكان Population Sciences Branch.
- فرع الخلايا المنجلية Sickle Cell Branch.
- مركزعلم ألأنظمة الحيوية Systems Biology Center.

## روابط خارجية
- الصفحة الرئيسية للمعهد الوطني للقلب والرئة والدم
- الهدف من المعهد الوطني للقلب والرئة والدم (باللغة الإنكليزية)

‌